# An Lanntair
El An Lanntair es un centro de arte situado en la ciudad de Stornoway en las Hébridas Exteriores de Escocia, Reino Unido. El centro cuenta con una sala de cine y una galería de arte. Anteriormente situada en el Ayuntamiento, en septiembre de 2005 An Lanntair se trasladó a su nuevo edificio actual con vistas al puerto. Este edificio cuenta con un restaurante de 50 plazas, galería de arte, tienda, y auditorio con más de doscientos puestos. El auditorio acoge el primer cine en Stornoway desde 1995. An Lanntair es el principal lugar de celebración de eventos artísticos y de entretenimiento en Stornoway y es escenario habitual de las actuaciones de los músicos, así como obras de teatro, charlas y películas. Es un lugar clave para el festival celta anual de las Hébridas , y ha sido sede de eventos como el Royal National Mod en 2005 y 2011.